# Jeg har aldrig
Jeg har aldrig (på engelsk "Never have I ever") er et drukspil, hvor spillerne på tur spørger de andre spillere, hvad de aldrig har gjort. Andre spillere, der har gjort denne ting, skal drikke.
En version der ikke involvere druk bliver normalt brugt til børn og teenagere, hvor man i stedet tæller på fingrene. På engelsk kaledes denne version ten fingers (ti fingre).
I populærkulturen har spillet bl.a. optrådt i animationsserien Family Guy (afsnittet "The Perfect Castaway"), gyserfilmen Unfriended (2014) og komediedramaet The Boat That Rocked (2009).